# 온나가와촌
온나가와촌(女川村)은 니가타현 이와후네군에 있던 촌이다.

## 역사
- 1889년 4월 1일 - 정촌제 시행에 수반해 이와후네군 온나가와촌이 성립하였다.
- 1954년 8월 1일 - 세키타니촌과 합병해 세키카와촌이 되어 소멸하였다.

## 참고문헌
- 『市町村名変遷辞典』東京堂出版、1990年。